# Sudbach
Der Sudbach ist ein rechter  Nebenfluss der Werre im Nordosten des deutschen Bundeslandes Nordrhein-Westfalen. Das Gewässer gehört zum Flusssystem der Weser und entwässert einen kleinen Teil des Ravensberger Hügellandes.

## Umwelt

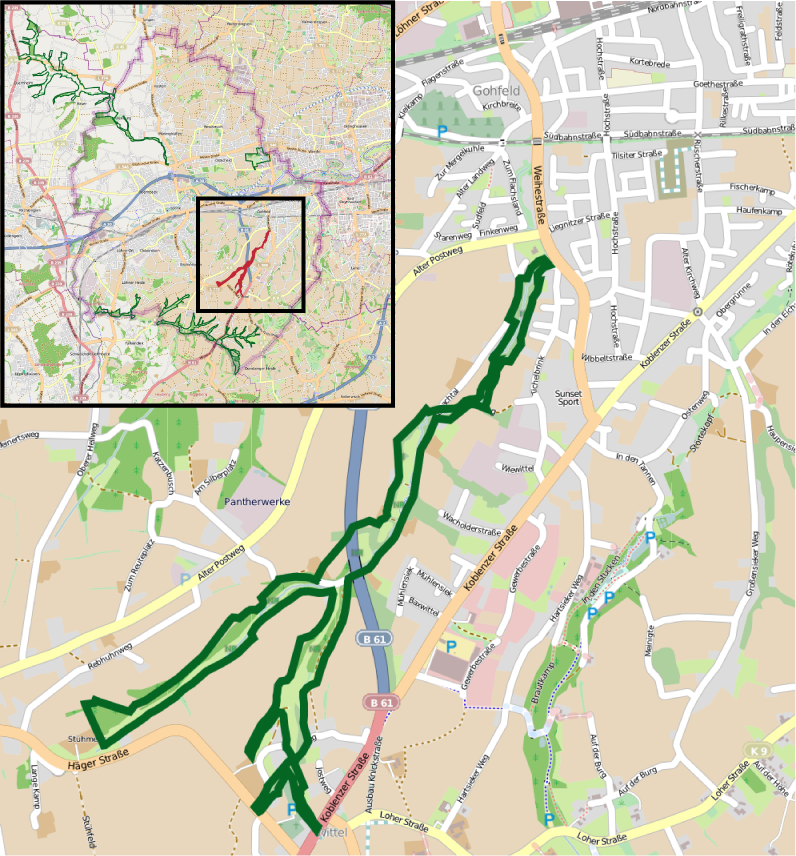
Lageplan des Naturschutzgebiets

Seit 1995 ist ein drei Kilometer langer Flussabschnitt als Naturschutzgebiet Sudbachtal ausgewiesen. Dieses Gebiet umfasst eine Fläche von 23 ha beiderseits der B61, die das Tal mittels einer Brücke überspannt, in Löhne-Gohfeld.
Das naturnahe Bachtal ist als ein für das Ravensberger Hügelland typisches Sieksystem mit Kastenprofil ausgeprägt. Es finden sich im Talgrund Erlen, Eschen und Eichen, an den Hängen auch Buchen. Die Feuchtbrachen beheimaten Reste von Auwäldern.